# Odontochilus inabae
Odontochilus inabae är en orkidéart som först beskrevs av Bunzo Hayata, och fick sitt nu gällande namn av Bunzo Hayata och Tsan Piao Lin. Odontochilus inabae ingår i släktet Odontochilus och familjen orkidéer. Inga underarter finns listade i Catalogue of Life.